# 杉橋駅
杉橋駅（すぎはしえき）は、宮城県栗原市栗駒里谷杉橋にあったくりはら田園鉄道くりはら田園鉄道線の駅。2007年（平成19年）、路線の廃止に伴い廃駅となった。

## 歴史
はじめ鳥矢崎駅という名であったが、1930年（昭和5年）に東隣に新駅ができたとき、鳥矢崎の名をそちらに譲り、杉橋駅となった。

### 年表
- 1924年（大正13年）1月15日：鳥矢崎駅として開業。
- 1930年（昭和5年）2月：杉橋駅に改称。
- 2007年（平成19年）4月1日：廃止。

### 駅名の由来
宮城県道4号中田栗駒線に架かる橋、「杉橋」がその由来となった。この橋は鳥沢川を越える橋のことである。

## 駅構造
単式ホーム1面1線を有する地上駅で無人駅。ホームには小さな待合室があるだけだった。

## 駅周辺
駅周辺には水田が広がる。駅の南には、宮城県道4号中田栗駒線が並んで東西に走る。北には岩手県境まで続く丘陵が近く、県道の南では三迫川が激しく蛇行しつつ西から東に流れる。支流に鳥沢川があり、駅の西を北から南に流れて三迫川に注ぐ。

## 隣の駅
くりはら田園鉄道
くりはら田園鉄道線
津久毛駅 - 杉橋駅 - 鳥矢崎駅